# 第3特務旅団 (ウクライナ国家親衛隊)
第3特務旅団（だい3とくむりょだん、ウクライナ語: 3-тя бригада оперативного призначення）は、ウクライナ国家親衛隊の旅団。第2軍団隷下。スパルタン旅団とも。

## 概要

### ドンバス戦争
2014年6月11日、ドンバス戦争の影響に伴い、ハルキウ州ハルキウで創設された。
2014年7月からドンバス戦争で東部ドネツィク州、ルハーンシク州に配備された。
2020年10月14日、ウォロディミル・ゼレンスキー大統領より、名誉称号「ペトロー・ボルボチャーン」を授与された。

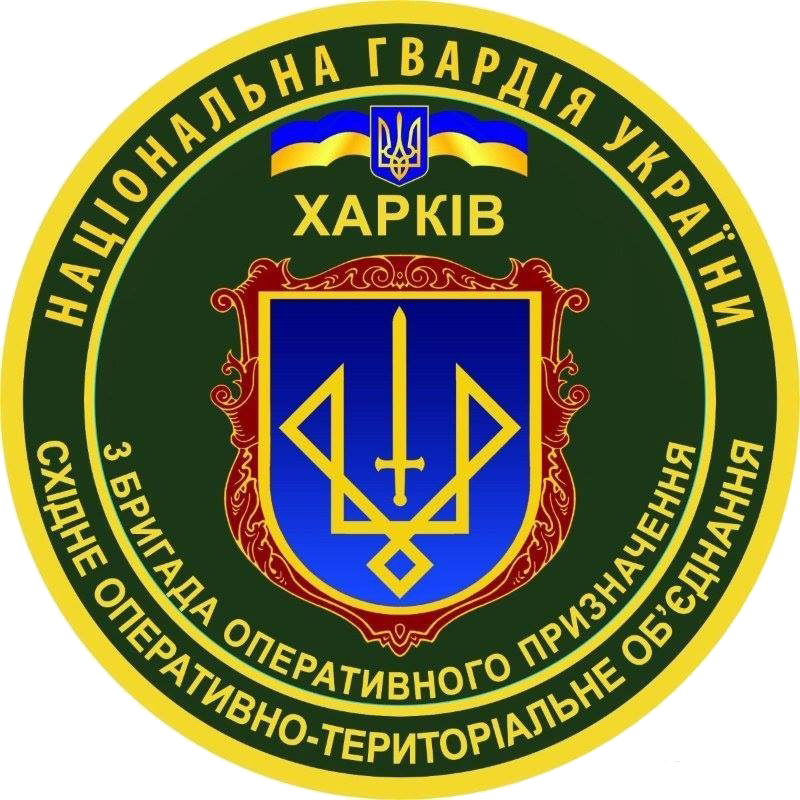
旧第3特務旅団章
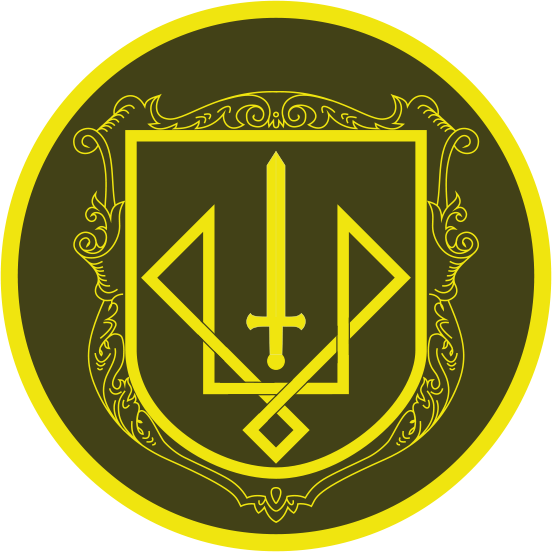
旧第3特務旅団章
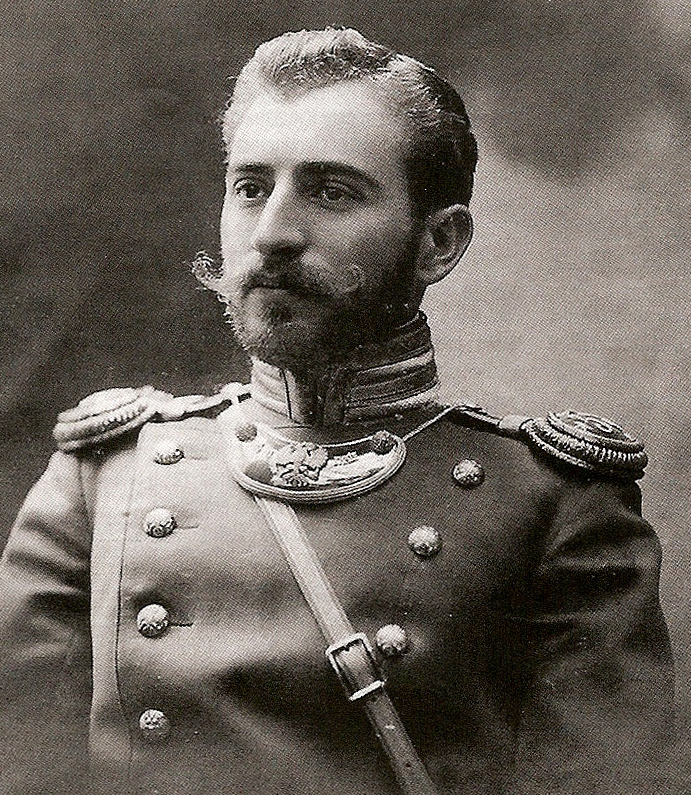
ペトロー・ボルボチャーン

### ロシアのウクライナ侵攻

#### 北東部・ハルキウ戦線
2022年2月24日、ロシアのウクライナ侵攻では北東部ハルキウ州ハルキウ地区に配備され、5月にロシア軍はハルキウから撤退した。9月にハルキウ方面で攻勢を開始し、ハルキウ州の大部分を解放した。
2022年7月27日、ウォロディミル・ゼレンスキー大統領より、勇気と勇敢さに対する栄誉賞を授与された。

#### 東部・バフムート戦線
2022年12月、激戦地の東部ドネツィク州バフムート地区に再配置され、3月までバフムート市内を防御した。
2023年1月、オフェンシブ・ガード化に伴い、第3特務旅団「スパルタン」に改編された。

#### 南部・ザポリージャ戦線
2023年5月、南部ザポリージャ州ポロヒー地区に再配置され、ロボティネ方面に展開した。

#### 北東部・ハルキウ戦線
2024年6月、ロシアと国境を接する北東部ハルキウ州ハルキウ地区に再配置され、友軍の救援でハルキウ方面に展開した。

## 編制
- 旅団司令部（ハルキウ）
- 第1特務大隊
- 第2特務大隊
- 第3特務大隊
- 第4特務大隊

- 砲兵大隊
- 防空大隊
- 戦車中隊
- 偵察中隊